# Balúčistán
Balúčistán (balúčsky a urdsky بلوچستان, Balūčistān) je provincie v západní části Pákistánu, hlavním městem je Kvéta. Rozloha činí okolo 350 000 km², počet obyvatel necelých deset milionů (Balúčistán je největší a nejméně zalidněná část Pákistánu). Území pokrývá převážně poušť, sami Balúčové říkají, že jejich zemi udělal Bůh z toho, co mu zbylo po stvoření světa. Zdrojem příjmů je pastevectví, hlavně velbloudů, přístav Gvádar a nerostné bohatství, hlavně ropa. Balúčové vedou od začátku sedmdesátých let 20. století ozbrojený boj za nezávislost pod vedením Akbara Bugtiho a Balúčistánské osvobozenecké armády (BLA).

## Události
V roce 2011 v této provincii došlo k únosu švýcarských turistů. Ve středu 13. března 2013 byly na své cestě do Indie v provincii uneseny dvě české turistky.

## Správní členění
Provincie Balúčistán se dělí na 27 okresů: